# Alimpești
Alimpești es una comuna ubicada en el distrito de Gorj, Rumania.

## Superficie
Cuenta con una superficie de 35,11 kilómetros cuadrados.

## Demografía
Hasta 2021 la población era de 1639 habitantes, con una densidad de población de 46,68 habitantes por kilómetro cuadrado.